# Європейська академія наук, мистецтв і літератури
Європейська академія наук, мистецтв і літератури, ЄАНМЛ (Academie Europeenne des Sciences, des Arts et des Lettres, AESAL) — міжнародна неурядова організація, створена в 1979 р., об'єднує понад 300 членів національних академій, 72 лауреатів Нобелевської премії з 54 країн.
Мета ЄАНМЛ — в інтересах миру сприяти співробітництву між націями в галузі освіти, науки, мистецтв та літератури незалежно від расових, національних, мовних, релігійних та інших відмінностей.
Співпрацює з ЮНЕСКО, національними академіями та іншими міжнародними та національними структурами.
Діяльність включає проведення досліджень, організацію конференцій, публікацію доповідей. Проводить щорічні міжнародні симпозіуми.
Президентом ЄАНМЛ нині є заслужений професор фізики Імперського коледжу Лондонського університету, колишній президент Євронауки Жан-Патрік Конрад (Jean-Patrick Connerade). Перший президент ЄАНМЛ — професор Раймон Додель (Raymond Daudel). Ініціатива (1973) створення Академії належить д-ру Ніколь Лємер д'Агаджіо (Dr. Nicole Lemaire d'Agaggio).